# Pimm's
Cet article possède un paronyme, voir Pims.

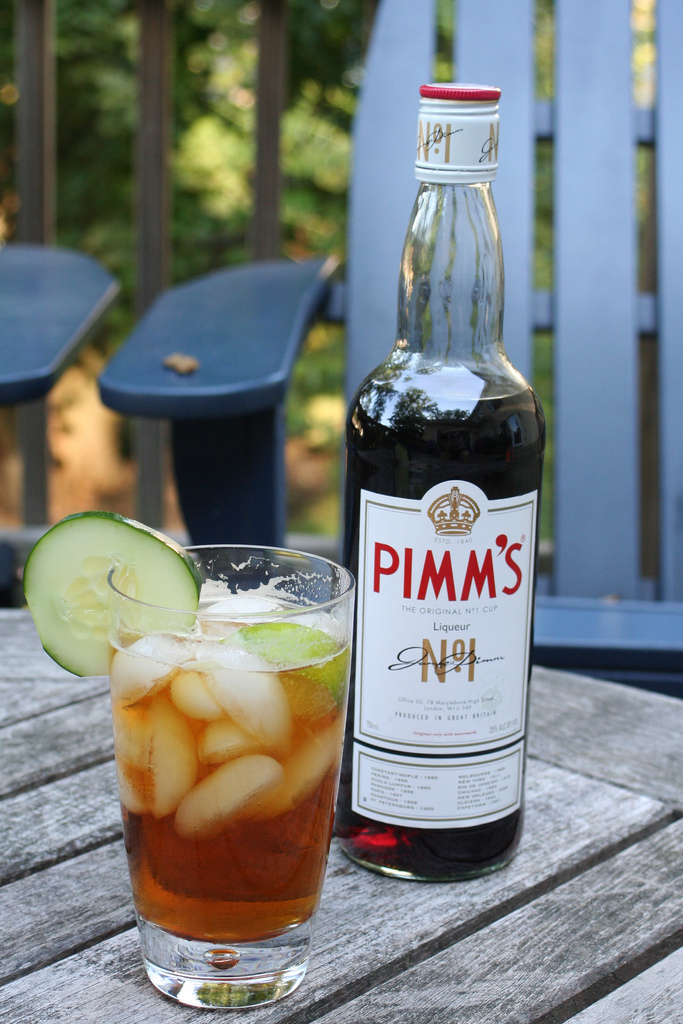
Pimm's

Pimm's est une marque de boisson alcoolisée populaire en Angleterre, notamment dans le sud du pays où elle porte le nom générique de summer cup. C'est une boisson à base de gin et de plantes, appréciée l'été, au cours des événements mondains de la saison, tels le festival d'opéra de Glyndebourne, Wimbledon, Royal Ascot ou la Régate royale de Henley, ainsi que le Festival of Speed de Goodwood.
Produite pour la première fois en 1823 par James Pimm, la marque appartient depuis 2006 au groupe Diageo.

## Variantes
Cette boisson, dont le degré d'alcool se monte à 25°, se consomme comme du sirop ; elle est généralement diluée, 1/5e de Pimm's complété de limonade, auquel il convient d'ajouter des fruits, fraises, pommes, oranges, citrons, et des morceaux de concombre.
Il existe six différents types de Pimm's :
- Pimm's no 1 à base de gin
- Pimm's no 2 à base de whisky
- Pimm's no 3 à base de brandy
- Pimm's no 4 à base de rhum
- Pimm's no 5 à base de seigle
- Pimm's no 6 à base de vodka

Les Pimm's 2 à 5 ne sont plus commercialisés ; une variante du Pimm's no 3 est distribuée depuis 2005 sous le nom de Pimm's Winter Cup, qui se sert chaud avec du jus de pomme, en hiver.

## Boissons dérivées
Le Pimm’s Cup est un cocktail faiblement alcoolisé, gazeux et généralement richement décoré d'herbes et de fruits, fait à partir de Pimm's no 1.